# Distoleon limitatus
Distoleon limitatus is een insect uit de familie van de mierenleeuwen (Myrmeleontidae), die tot de orde netvleugeligen (Neuroptera) behoort. 
Distoleon limitatus is voor het eerst wetenschappelijk beschreven door Navás in 1923.